# بيل بارث
بيل بارث (بالإنجليزية: Bill Barth)‏ هو عازف قيثارة أمريكي، ولد في 13 ديسمبر 1942 في نيويورك في الولايات المتحدة، وتوفي في 14 يوليو 2000 في أمستردام في هولندا.